# Belgische Antarctische expeditie

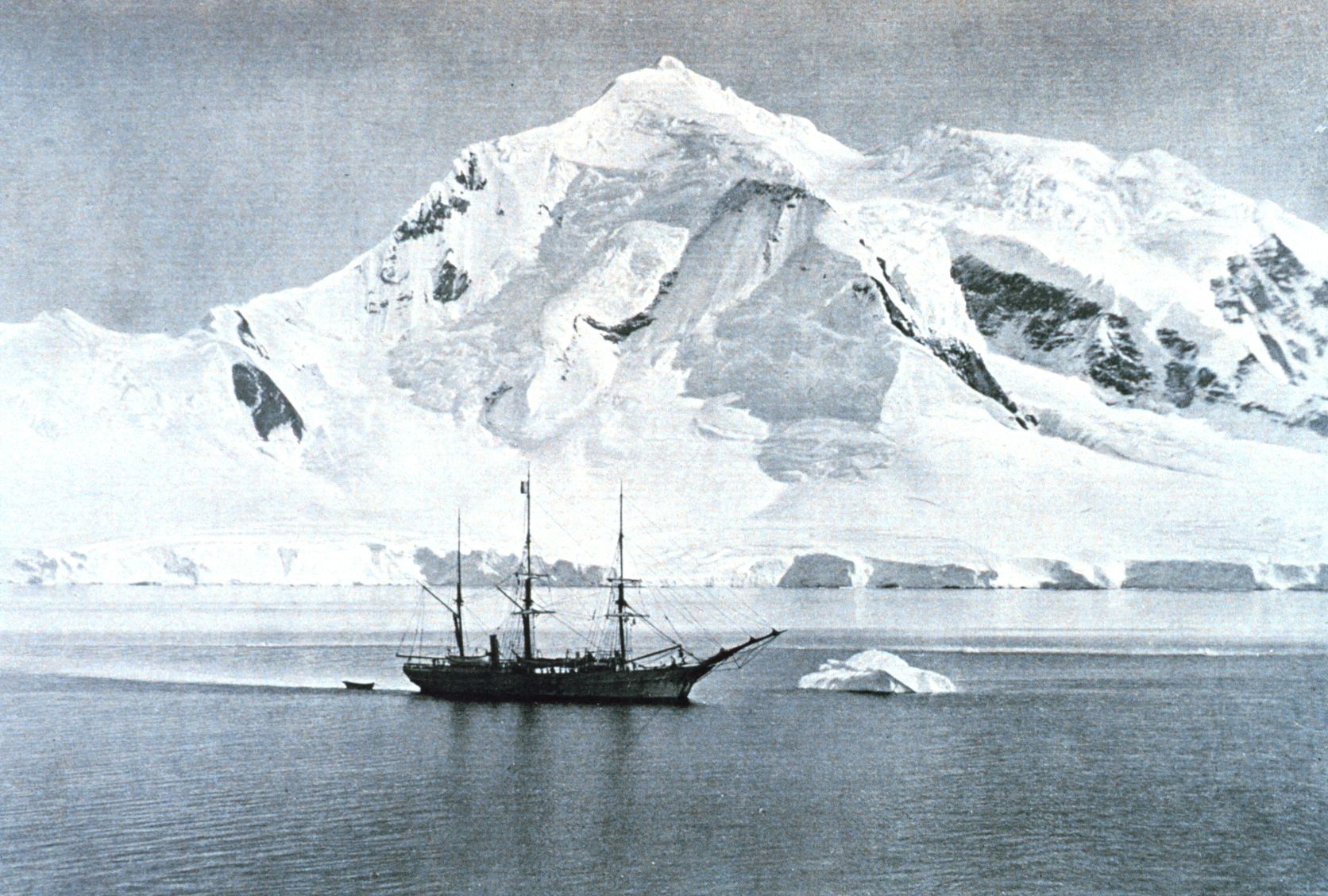
De Belgica in het Neuymayer Channel. Op de achtergrond Mount William, Antwerpeneiland (8 februari 1898).

De Belgische Antarctische expeditie, onder leiding van Adrien de Gerlache op het schip de Belgica, was de eerste expeditie die (ongepland) overwinterde in de Antarctische regio. Ze vormde het begin van de Heroïsche Tijd van Antarcticaverkenningen.

## Reis

### Proloog
Na een intensieve periode van lobbyen kocht marine-officier Adrien de Gerlache in 1896 het Noorse schip Patria. De Noor Christen Christensen voerde een grondige verbouwing uit. Daarna werd het schip omgedoopt tot expeditieschip de Belgica. Het schip bereikte Antwerpen op 5 juli 1897. Omdat er nog 80.000 Belgische frank te kort was om met een gerust gemoed de expeditie aan te vangen werd de Belgica tentoongesteld in het Amerikadok. Iedereen kon de overwinteringshutten, de toestellen voor diepzeevisserij, de lodingsinstallatie voor dieptepeiling, de sleeën, tenten, ski’s, kledij en sneeuwschoenen komen bezichtigen op de kade en men kon aan boord gaan van het schip. Er was nog een feest in het Stadspark en de gemeenteraad stemde een aanzienlijk krediet goed. Maar het was pas na de toekenning van een regeringskrediet van 60.000 frank dat de expeditie
kon vertrekken. Het schip voer uiteindelijk uit op 16 augustus 1897 te Antwerpen met een internationale bemanning waaronder Roald Amundsen en Henryk Arctowski.

### Doorreis

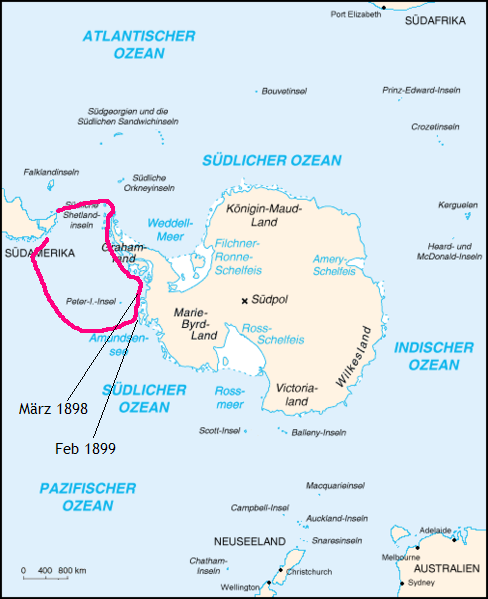
De route

Na het vertrek te Antwerpen deed de expeditie Madeira, Rio de Janeiro en Montevideo aan. In Rio de Janeiro voegt Frederick Cook zich bij de expeditie. Tijdens een storm op 22 januari 1898 viel matroos Wiencke over boord. Bij de reddingsactie sprong kapitein Georges Lecointe, verbonden met een touw, de drenkeling achterna en kon hij Wiencke even vastpakken. Door de hevige golven kon de greep niet gehouden worden en verdween de matroos spoorloos. In januari 1898 bereikte de Belgica de kust van Grahamland. Toen het schip tussen Grahamland en een lange reeks van eilanden doorvoer, noemde de Gerlache de doorgang naar zijn schip Détroit du Belgica. Later werd deze doorgang naar hem vernoemd, de Straat van Gerlache. Ook kregen verschillende eilanden in de Palmerarchipel een naam van de Gerlache, zoals Antwerpeneiland, Genteiland, Luikeiland en Brabanteiland. Vervolgens passeerde de expeditie de Antarctische cirkel op 15 februari 1898.

### Overwintering
De Belgica kwam vast te zitten in het ijs, nabij Peter I-eiland, op 28 februari 1898 nadat ze niet geslaagd waren om een weg te vinden door de Weddellzee. De bemanning en het schip waren niet voorbereid op een overwintering en bijgevolg hadden ze dus te weinig kledij en eten aan boord. Er werd op pinguïns en zeehonden gejaagd om een voedingsbron te hebben. 
De Poolnacht duurde van 17 mei 1898 tot 23 juli 1898.
Adrien de Gerlache vond de smaak van opgeslagen zeehonden- en pinguïnvlees maar niets en probeerde eerst om de consumptie ervan tegen te houden, maar later zou hij het aanmoedigen. Tekenen van scheurbuik verschenen bij de bemanningsleden. Lecointe en de Gerlache werden zo ziek dat ze zelfs hun testament opmaakten. Enkele bemanningsleden vertoonden tekenen van een psychische stoornis en de moreel was enorm laag. Emile Danco stierf op 5 juni 1898 wegens een zwak hart. Dancoeiland en de Dancokust werden naar hem vernoemd. Verschillende matrozen geraakten geestelijk gestoord, er was zelfs een matroos die het schip verliet om 'terug naar België te gaan'. 
Frederick Cook en Roald Amundsen namen het bevel over het schip over omdat de Gerlache en Lecointe te ziek waren door de scheurbuik. Cook spoorde alle bemanningsleden aan om pinguïn- en zeehondenvlees te eten. Traag keerde ieders gezondheid terug.
Op 15 februari 1899, kon het schip een klein kanaal binnengetrokken worden dat de bemanning de weken ervoor had gegraven. Het duurde bijna een maand om ongeveer elf kilometer af te leggen. Op 14 maart lieten ze het ijs achter zich en op 5 november keerde het schip in Antwerpen terug.

## Bemanning

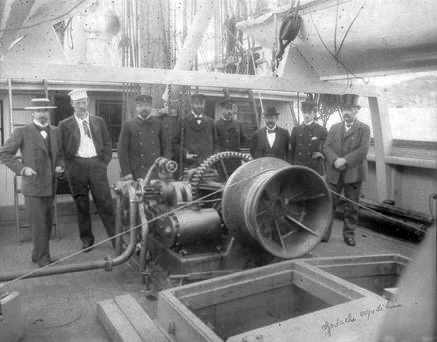
19 juni 1897: Fridtjof Nansen bezoekt de Belgica in Sandefjord. Van links naar rechts: de Gerlache, Nansen, Somers, Danco, Amundsen, consul Johan Bryde, van Rysselberghe & scheepshandelaar Rolf Andvord.

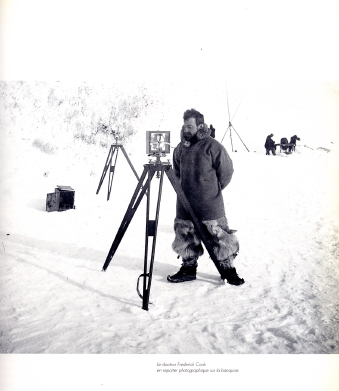
Frederick Cook doet magnetische observaties op het zee-ijs van de Bellingshausenzee, Antarctica.1898-1899

- Adrien de Gerlache (1866–1934): Belg – expeditieleider
- Georges Lecointe (1869–1929): Belg – kapitein en hydrograaf (tweede in commando)
- Roald Amundsen (1872–1928): Noor – eerste officier
- Frederick Cook (1865–1940): Amerikaan – chirurg, antropoloog en fotograaf.
- Henryk Arctowski (1871–1958): Pool – geoloog, oceanograaf en meteoroloog
- Emile Danco (1869–1898): Belg – geofysische observaties (overleed tijdens de overwintering)
- Emil Racoviță (1868–1947): Roemeen – bioloog (zoöloog en botanicus) en speleoloog
- Antoni Bolesław Dobrowolski (1872–1954): Pool – assistent-meteoroloog
- Jules Melaerts (1876–1954): Belg – derde officier
- Henri Somers (1863– 1937): Belg – hoofdwerktuigkundige
- Max Van Rysselberghe (1878–1961): Belg – werktuigkundige
- Louis Michotte (1868–1926): Belg – kok
- Adam Tollefsen (1866–1943): Noor – matroos
- Ludvig-Hjalmar Johansen (1872– 1914): Noor – matroos
- Engelbret Knudsen (1876–1900): Noor – matroos
- Gustave-Gaston Dufour (1876–1940): Belg – matroos
- Jan Van Mirlo (1877–1964): Belg – matroos
- Carl August Wiencke (1877–1898): Noor – matroos (overleed onderweg naar Antarctica)
- Johan Koren (1877–1919): Noor – matroos en assistent-zoöloog